# Sant Joan de Vilada
Sant Joan de Vilada és una església romànica del municipi de Vilada (Berguedà) inclosa en l'Inventari del Patrimoni Arquitectònic de Catalunya.

## Descripció
Església barroca de només una nau amb capelles laterals, presbiteri quadrat adossat a la rectoria i campanar de planta quadrada coronat per un cos vuitavat bastit al mur de llevant de l'església. La porta és al mur de tramuntana, i és l'element més modern del conjunt; està format per un gran arc de mig que aixopluga una porta de mig punt i amb una rosassa central, fruit de les reformes de finals del segle xix. L'església romànica s'amaga sota els moderns murs de l'actual temple, prop del campanar i de la rectoria.

## Història
La primera notícia documental de l'església de Sant Joan de Vilada és de l'any 903, quan fou consagrada pel Bisbe Nantigís de la Seu d'Urgell; l'església fou sempre parroquial de la Vall de Roset, i fou afavorida amb importants donacions pel vescomte Bernat de Conflent l'any 1003. Al segle xi o XII l'edifici preromànic fou substituït per un de romànic el qual va desaparèixer el segle xvii o a principis del xviii en construir-se l'actual església.